# Geaune
Geaune – miejscowość i gmina we Francji, w regionie Nowa Akwitania, w departamencie Landy.
Według danych na rok 1990 gminę zamieszkiwały 723 osoby, a gęstość zaludnienia wynosiła 69 osób/km² (wśród 2290 gmin Akwitanii Geaune plasuje się na 563. miejscu pod względem liczby ludności, natomiast pod względem powierzchni na miejscu 1031.).